# Tốt nghiệp
Tốt nghiệp là việc cơ sở giáo dục trao bằng tốt nghiệp cho người học. Nó cũng có thể đề cập đến buổi lễ được liên kết với nó. Ngày tổ chức lễ tốt nghiệp thường được gọi là ngày tốt nghiệp.

## Lịch sử
Các nghi lễ cho sinh viên tốt nghiệp bắt đầu từ những trường đại học đầu tiên ở châu Âu vào thế kỷ thứ 12. Vào thời điểm đó tiếng Latinh là ngôn ngữ của các học giả. Một trường phổ thông là một hội gồm các bậc thầy (chẳng hạn như MA) có giấy phép giảng dạy. "Bằng cấp" và "tốt nghiệp" xuất phát từ gradus, có nghĩa là "bước". Bước đầu tiên là nhập học để lấy bằng cử nhân. Bước thứ hai là bằng thạc sĩ, cho phép sinh viên tốt nghiệp nhập học vào các trường phổ thông và được cấp phép giảng dạy. Trang phục điển hình cho lễ tốt nghiệp là áo choàng và mũ trùm đầu, hoặc mũ phỏng theo trang phục hàng ngày của nhân viên đại học trong thời Trung cổ, lần lượt dựa trên trang phục của các giáo sĩ thời Trung cổ.
Truyền thống đội mũ tốt nghiệp ở Thụy Điển đã có từ giữa thế kỷ thứ XVIII. Mũ thường là một chiếc mũ thủy thủ màu trắng với một dải màu đen hoặc xanh đậm xung quanh nó, một họa tiết vương miện và một đỉnh màu đen ở phía trước. Truyền thống đội mũ tốt nghiệp ban đầu được áp dụng bởi các sinh viên tại Đại học Uppsala. Sau đó, chiếc mũ đội đầu cũng trở nên phổ biến ở một số quốc gia châu Âu khác.

## Lễ tốt nghiệp
Thông thường lễ và tên áp dụng cho các bằng cấp đại học (bằng Cao đẳng, Cử nhân, Thạc sĩ và Tiến sĩ).
Trong một buổi lễ tốt nghiệp ở cấp cao đẳng và đại học, viên chức chủ trì hoặc một người được ủy quyền khác được chính thức trao bằng cho các ứng viên, cá nhân hoặc đồng loạt, mặc dù sinh viên tốt nghiệp có thể nhận bằng tốt nghiệp sau đó tại một buổi lễ ở một trường cao đẳng nhỏ hơn hay tại phòng ban, hoặc đơn giản là nhận bằng tốt nghiệp của họ qua thư.
Các nghi lễ thường bao gồm một cuộc rước một số nhân viên học thuật và các ứng cử viên và một lễ phục. Các nhân viên học thuật thường sẽ mặc lễ phục tốt nghiệp tại buổi lễ, cũng như các ủy viên quản lý (nếu có) và các ứng viên cấp bằng. Sinh viên tốt nghiệp có thể được giới thiệu theo năm tốt nghiệp của họ.

### Tốt nghiệpvắng mặt
Khi một sinh viên tốt nghiệp mà không tham dự lễ tốt nghiệp, thì đó được gọi là tốt nghiệp vắng mặt.

### Hoa Kỳ (tốt nghiệp không đại học)
Ở Hoa Kỳ, việc hoàn thành chương trình học bắt buộc cũng được gọi là tốt nghiệp, mặc dù về cơ bản là dưới trình độ bằng cấp.
Tốt nghiệp trung học phổ thông, trung học cơ sở, mẫu giáo và thậm chí để chuyển từ năm học này sang năm học khác, là một sự phát triển của những năm gần đây. Điều này đã nhận được nhiều lời chỉ trích, được mô tả là "chỉ là một cách ăn mừng tầm thường".
Ở một số nơi, tiệc tốt nghiệp được tổ chức để kỷ niệm tốt nghiệp trường, cao đẳng hoặc đại học là phổ biến. Trong một cuộc khảo sát toàn quốc năm 2014 gần đây tại Hoa Kỳ, 985 đô la là số tiền trung bình chi cho các bữa tiệc tốt nghiệp.

## Theo quốc gia

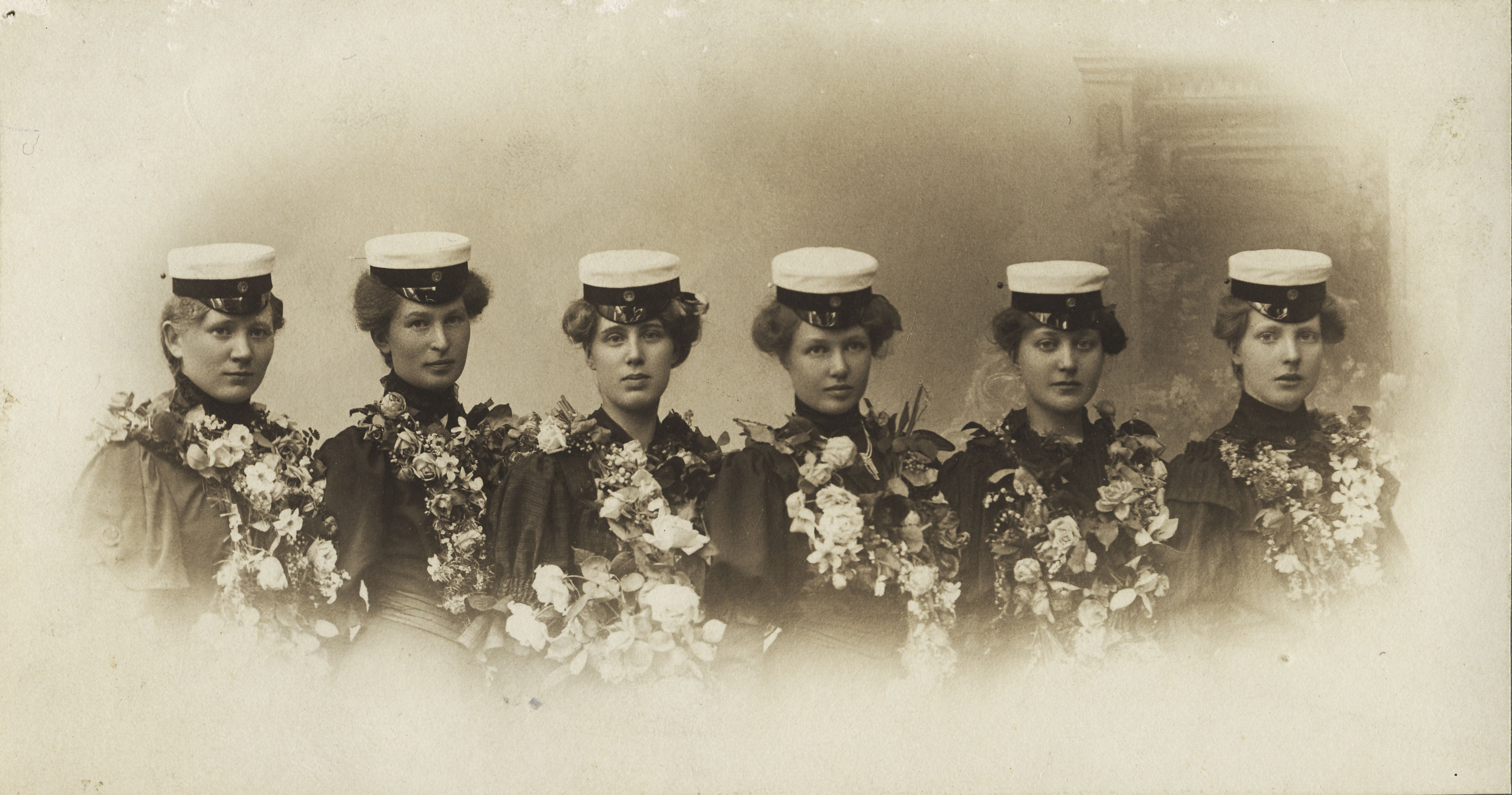
Những nữ sinh Phần Lan tốt nghiệp trung học năm 1906

Các thủ tục và truyền thống xung quanh các buổi lễ tốt nghiệp học thuật khác nhau trên khắp thế giới. Trong khi ở Vương quốc Anh, việc tốt nghiệp thường chỉ xảy ra ở cấp đại học, ở Hoa Kỳ và nhiều quốc gia khác, việc tốt nghiệp cũng diễn ra ở các trường trung học, nơi không có bằng cấp giáo dục đại học nào được cấp cho sinh viên tốt nghiệp. Trong một buổi lễ tốt nghiệp, sinh viên thường mặc trang phục học tập trang trọng, chẳng hạn như mũ và áo choàng tốt nghiệp được sử dụng cho những dịp như vậy.
Truyền thống tốt nghiệp khác nhau giữa các trường đại học quan sát các nền văn hóa khác nhau.
Ví dụ,  hầu hết các trường đại học ở Thụy Điển đều theo định hướng nghiên cứu và có thể cung cấp cho sinh viên của họ bằng cử nhân, thạc sĩ và bác sĩ bao gồm tất cả các luồng học thuật. Các trường đại học trên toàn quốc được xây dựng dựa trên Sắc lệnh Giáo dục Đại học. Hầu hết các chương trình quốc gia cung cấp tiếng Thụy Điển, tiếng Anh, toán và khoa học trong số các khóa học cấp bằng.
Ở Zimbabwe, lễ tốt nghiệp thường gắn liền với vị khách danh dự, người thường là người đứng đầu nghi lễ của trường. Tại các trường đại học nhà nước, chủ tịch của đất nước cử hành chức vụ thủ tướng và khách mời danh dự. Mọi sinh viên tốt nghiệp của một trường đại học nhà nước tại Zimbabwe đều có thể tuyên bố đã bắt tay với Tổng thống. Người liên quan nhiều nhất đến việc tốt nghiệp tại các học viện đó là cố tổng thống Zimbabwe Robert Mugabe. Tại các cơ sở giáo dục đại học khác của tiểu bang, các phó chủ tịch hoặc các quan chức chính phủ cấp cao khác có thể chủ trì.
Mặt khác, ở các quốc gia như Argentina và Uruguay, sự nhiệt tình chiếm ưu thế hơn là có chừng mực, cũng như tham gia vào một lễ hội carnival như một phần của lễ kỷ niệm chủ yếu là tự phát, vô chính phủ và hầu như không được lên kế hoạch ngay giữa các đường phố: hàng trăm sinh viên tốt nghiệp, những người quen và bạn bè tụ tập ở một nơi thoáng đãng, mang theo đồ uống có cồn, trứng, bột mì và các thức ăn lộn xộn khác; ném nó lên tất cả các sinh viên tốt nghiệp; trong khi đảng này công khai và cởi mở với những lời phàn nàn của mọi loại thương mại, hàng xóm và chính quyền trong khu vực do sự tập trung của tình trạng lộn xộn và rác rưởi kéo dài cho đến hậu quả và lấn át các dịch vụ của thành phố.